# NGC 7525-1
NGC 7525-1 (другие обозначения — PGC 70731, MK 316, ZWG 431.19, NPM1G +13.0560, IRAS23111+1344) — эллиптическая галактика (E) в созвездии Пегас.
Этот объект входит в число перечисленных в оригинальной редакции «Нового общего каталога».